# Ameritech Cup 1996
L'Ameritech Cup 1996 è stato un torneo femminile di tennis giocato sul sintetico indoor. È stata la 25ª edizione del torneo, che fa parte della categoria Tier II nell'ambito del WTA Tour 1996. Si è giocato nell'UIC Pavilion di Chicago negli USA, dal 28 ottobre al 3 novembre 1996.

## Campionesse

### Singolare
Jana Novotná ha battuto in finale  Jennifer Capriati con il punteggio di 6–4, 3–6, 6–1

### Doppio
Lisa Raymond /  Rennae Stubbs hanno battuto in finale  Angela Lettiere /  Nana Miyagi con il punteggio di 6–1, 6–1